# 20148 Carducci
20148 Carducci este o planetă minoră (asteroid) din centura de asteroizi. A fost descoperită pe 4 octombrie 1996 la Circolo Culturale Astronomico di Farra d'Isonzo⁠(d) de Circolo Culturale Astronomico di Farra d'Isonzo⁠(d) și a fost numită după Giosuè Carducci. 
Obiectul prezintă o orbită caracterizată de o semiaxă mare de 2,3571189 UAi, o excentricitate de 0,13, o înclinație de 7,01784 ° în raport cu ecliptica.